# Takastenus evagatus
Takastenus evagatus är en stekelart som först beskrevs av Tosquinet 1903.  Takastenus evagatus ingår i släktet Takastenus och familjen brokparasitsteklar. Inga underarter finns listade i Catalogue of Life.